# ربکا شورتن
ربکا شورتن (انگلیسی: Rebecca Shorten؛ زادهٔ ۲۵ نوامبر ۱۹۹۳) قایقران روئینگ زن اهل بریتانیا است.
وی در مسابقات کشوری و بین‌المللی در مجموع برندهٔ ۳ مدال طلا، ۵ مدال نقره، ۲ مدال برنز شده است.